# Anello del Campionato

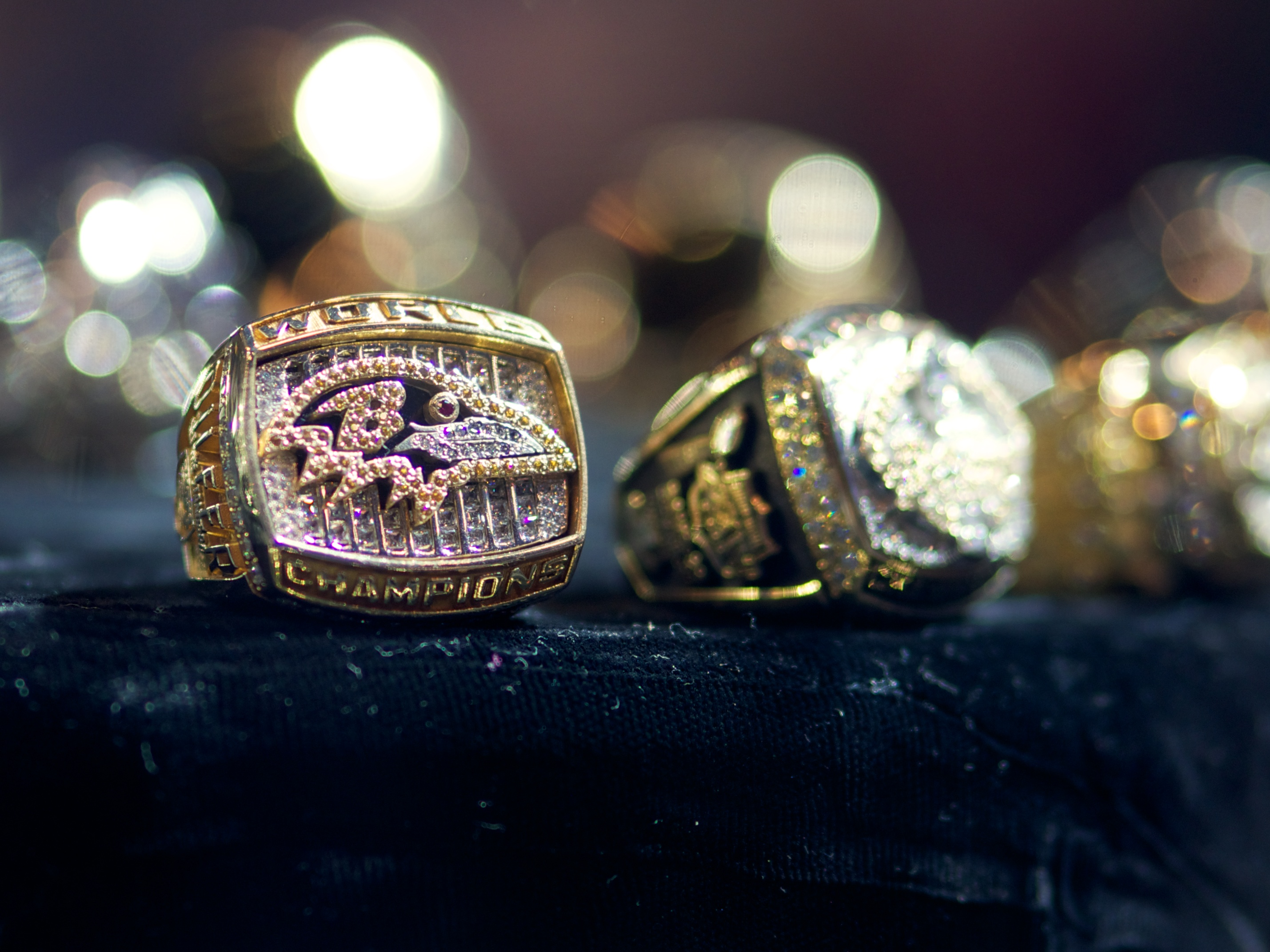
Anelli del Super Bowl dei Baltimore Ravens del 2000

Un anello di campionato o anello di premiership è un anello presentato ai membri delle squadre vincenti nelle leghe sportive professionistiche nordamericane, e nei tornei universitari.
Gli anelli del campionato sono unici per gli sport nordamericani. Poiché un solo trofeo del campionato viene assegnato dalla Lega alla squadra vincitrice, gli anelli del campionato vengono distribuiti come ricordo da collezione per i giocatori e gli ufficiali della squadra da tenere per sé per simboleggiare la vittoria. Le medaglie dei vincitori (e le medaglie dei secondi classificati) non vengono assegnate negli sport professionistici nordamericani, a differenza degli sport di squadra olimpici e dei tornei di calcio delle associazioni europee di club come la Premier League e la UEFA Champions League. Gli anelli del campionato sono distribuiti e pagati dalla squadra vincitrice (sebbene alcune leghe possano sovvenzionare parzialmente il costo), a differenza delle medaglie che vengono assegnate dalla Lega o dall'organo di governo della competizione.
Inoltre, il campionato negli sport di squadra professionistici nordamericani è il culmine della stagione regolare e del torneo di playoff, mentre nel calcio europeo per club il campionato e le coppe nazionali/continentali sono competizioni separate. Per le squadre professionistiche nordamericane, il campionato della lega dei playoff è la parte più significativa della stagione. In effetti, la maggior parte delle squadre e dei fan del Nord America non considerano affatto i titoli di divisione o i titoli di conferenza come riconoscimenti notevoli, e quindi in pratica le squadre nei principali sport professionistici nordamericani si considerano di competere ogni anno per un solo obiettivo, il campionato, che è determinato da un torneo di playoff che viene testato in base alle prestazioni della stagione regolare. Ciò è in netto contrasto con i club di calcio europei che celebrano e competono sia per i titoli di "Lega" della stagione regolare che per le "coppe" dei tornei di playoff nazionali/internazionali.
Gli anelli del campionato fanno parte da tempo del lessico sportivo nordamericano. Il numero di anelli di campionato di un individuo, piuttosto che il numero di trofei di campionato, è spesso usato dai giornalisti sportivi come conteggio del loro successo personale, poiché è più appropriato scrivere che è la squadra/franchising/club e non l'individuo che vince il trofeo del campionato (cioè il numero di anelli del campionato NBA anziché Larry O'Brien Trophies vinti dall'ex allenatore della NBA Phil Jackson). Nel vernacolo sportivo nordamericano, l'obiettivo di un giocatore di volere il "ring" è sinonimo di vincere il campionato di playoff league, ed è entrato nel lessico popolare (il centrale di basket in pensione Shaquille O'Neal è stato citato dicendo "Il mio motto è molto semplice: vincere un anello per il re", l'ex portiere della NHL Patrick Roy osservando "Non riesco a sentire cosa dice Jeremy, perché ho i miei due anelli della Stanley Cup che mi tappano le orecchie").

## Descrizione

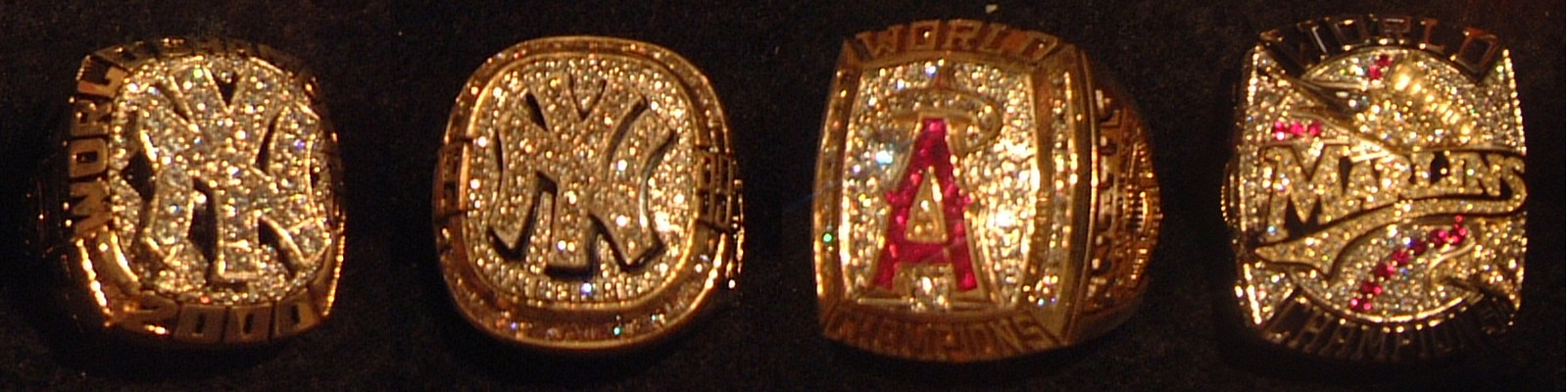
Gli anelli delle World Series in mostra al National Baseball Hall of Fame and Museum. Gli anelli sono caratterizzati da diamanti e altri tipi di pietre preziose.

Gli anelli da campionato sono tipicamente realizzati in oro giallo o bianco con diamanti e altre pietre preziose. Di solito includono il nome della squadra, il logo della squadra e il numero del campionato (di solito indicato in numeri romani per le vittorie del Super Bowl della NFL). Le politiche relative all'anello del Campionato differiscono tra le quattro principali leghe professionistiche. Nella NHL e nella MLB il costo degli anelli è a carico dei proprietari della squadre mentre nella NFL la lega paga fino a $ 5.000 per anello per un massimo di 150 anelli per le squadre che vincono il Super Bowl. Le squadre possono distribuire un numero qualsiasi di anelli ma devono pagare eventuali costi aggiuntivi e possono offrire anelli inferiori a loro discrezione. L'NBA ha standardizzato il suo anello del campionato dal 1969 al 1983; attualmente la squadra vincitrice sceglie il proprio design e la lega copre il costo degli anelli.
La squadra vincente in genere può consegnare gli anelli a chiunque scelga, inclusi di solito, ma non solo: giocatori (roster attivo o infortunati), allenatori, preparatori atletici, dirigenti, personale e staff generale. Nella NHL, poiché la Stanley Cup ha uno spazio limitato e criteri rigorosi, gli anelli vengono spesso presentati ai giocatori "attuali" che potrebbero non qualificarsi per avere il loro nome inciso sulla Coppa. Alcune squadre sono anche note per dare anelli a ex giocatori che non fanno ufficialmente parte della squadra vincente, compresi quelli che hanno fatto parte del roster per una parte della stagione vincitrice del titolo ma sono stati scambiati o hanno rinunciato prima dei playoff (un comune pratica tra le squadre MLB, dove Arthur Rhodes, Bengie Molina e Lonnie Smith hanno giocato nelle World Series contro una squadra per cui hanno giocato all'inizio della stagione, garantendo loro gli anelli delle World Series indipendentemente dal risultato della serie). Anche i giocatori in pensione non coinvolti nella squadra in veste ufficiale hanno ricevuto anelli, in particolare quelli con un lungo mandato e/o che hanno lo status di favorito dei fan. Occasionalmente, gli anelli vengono persino dati ai fan come parte di una lotteria di beneficenza.

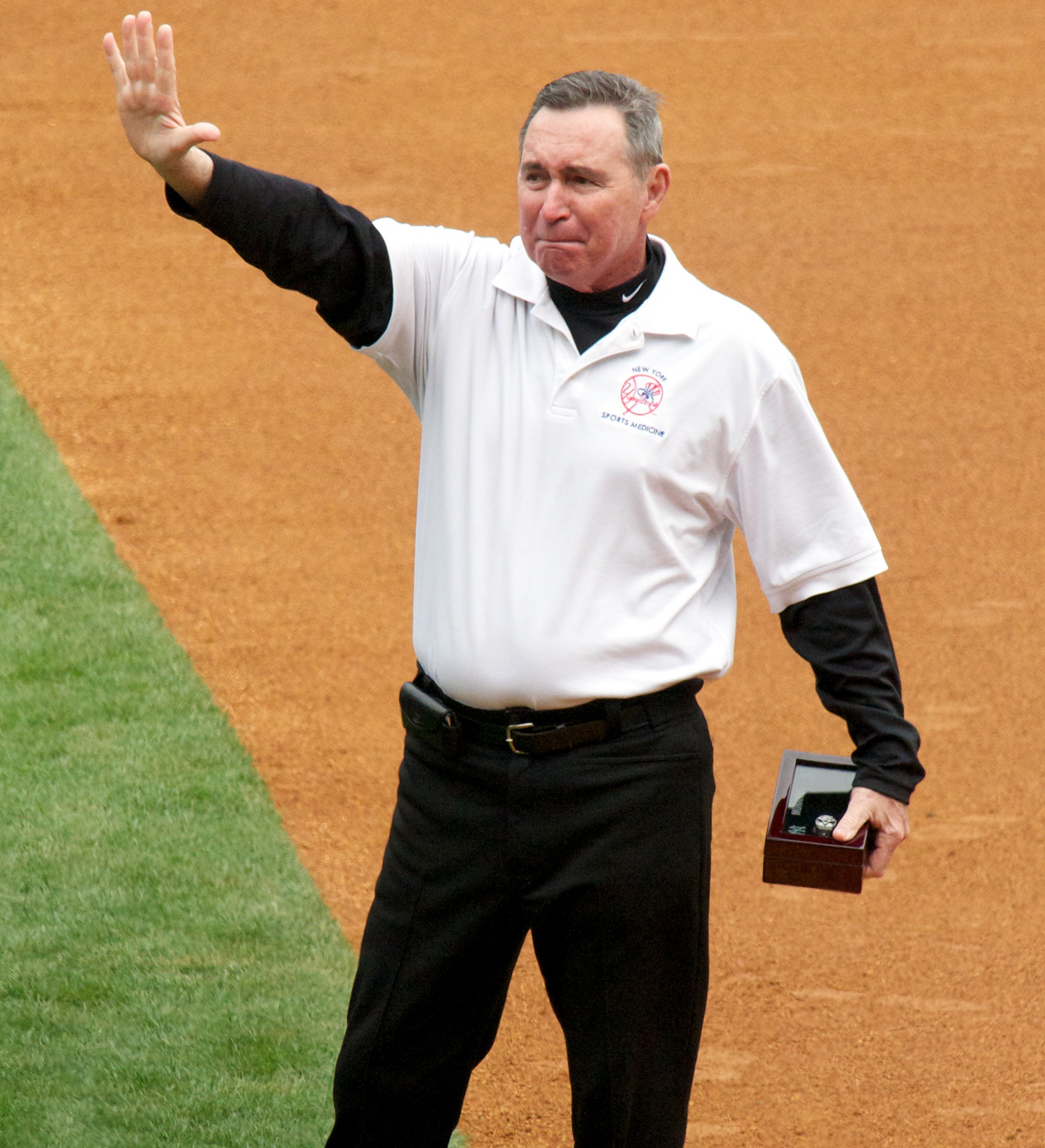
Gene Monahan, un preparatore atletico dei New York Yankees saluta la folla allo Yankee Stadium dopo aver ricevuto il suo anello delle World Series 2009

Una tendenza recente negli ultimi 15-20 anni è stata la riduzione degli anelli assegnati al personale del front office. Questi sono comunemente chiamati anelli di livello "B" e "C" e sono più piccoli e contengono meno diamanti o contengono diamanti finti. Il primo esempio di questo è stato l'anello dei Washington Redskins del Super Bowl XVII quando molti nel front office hanno ricevuto anelli che non erano in oro massiccio e contenevano pietre in zirconia cubica (che assomigliano a diamanti). Quando i Tampa Bay Buccaneers hanno vinto il Super Bowl XXXVII, i giocatori e gli allenatori hanno ricevuto anelli con un trofeo Lombardi centrato sul diamante. Alcuni membri dello staff hanno ricevuto anelli con un trofeo Lombardi in metallo e diamanti veri che circondano il trofeo e l'anello di livello "C" non conteneva diamanti. I Toronto Raptors avevano cinque livelli di anelli creati per commemorare il loro campionato NBA 2019, con 20 anelli di livello superiore (del valore di $ 100.000 CAD o $ 150.000 CAD ciascuno) realizzati per giocatori e personale chiave, mentre 20.000 anelli di replica di quinto livello (del valore di circa $ 20 CAD ciascuno) sono stati distribuiti al pubblico alla Scotiabank Arena durante la cerimonia dell'alzabandiera del campionato all'inaugurazione della stagione 2019-20. Il produttore di anelli realizza anche repliche di anelli, ciondoli e altri accessori derivati dal design dell'anello del campionato per la vendita al pubblico.

### Produzione
LG Balfour di Attleboro, Massachusetts e Jostens di Minneapolis, Minnesota sono le due società che hanno prodotto la maggior parte degli anelli del campionato per le quattro principali leghe sportive professionistiche. Tiffany & Co. e Intergold (ora una sussidiaria di Jostens) competono con Balfour, Baron e Jostens nella progettazione e produzione di anelli da campionato. Tiffany ha guadagnato slancio con le squadre della NFL, avendo fatto i Buccaneers XXXVII, Giants XLII, Saints XLIV, Giants XLVI e Seahawks XLVIII. Recentemente, il nuovo arrivato Baron Championship Rings ha guadagnato slancio nel mercato degli anelli del campionato professionale, avendo progettato e prodotto gli anelli 2016 NBA Champions Cleveland Cavaliers (all'epoca il più pesante anello del campionato NBA mai realizzato, con un peso di 165 grammi e 105 pennyweights) e gli anelli dei Toronto Raptors dei campioni NBA del 2019 (attualmente il più grande anello del campionato di sempre).

## Storia e crescita del trend

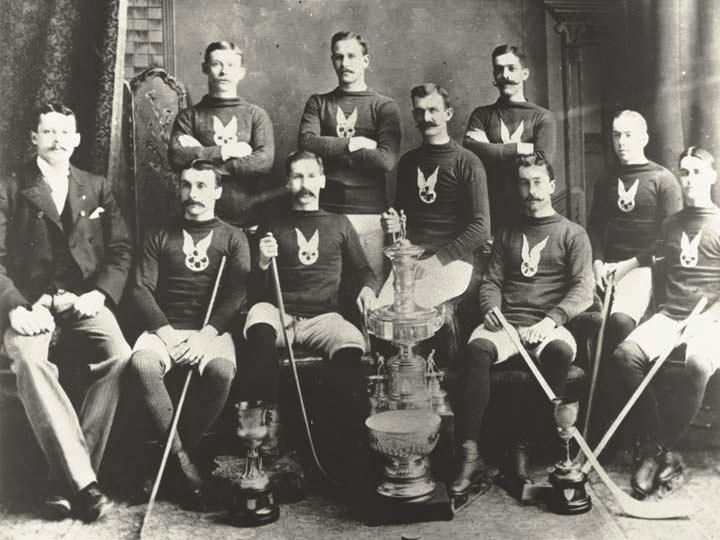
Fotografia del Montreal Hockey Club nel 1893. La squadra ha ordinato gli anelli del campionato dopo aver vinto il campionato della Stanley Cup del 1893

Il Montreal Hockey Club ordinò i primi anelli del campionato per i suoi giocatori dopo aver vinto il campionato della Stanley Cup del 1893, ordinando anelli simili a fedi nuziali con due bastoni da hockey incrociati. Sebbene diverse squadre della NHL ordinassero anelli da campionato all'inizio del XX secolo, squadre vincitrici della Stanley Cup che ordinavano anelli da campionato non divennero un'abitudine annuale nella NHL fino agli anni '60.
Il primo anello delle World Series fu dato ai membri dei New York Giants dopo la loro vittoria nelle World Series del 1922 sui New York Yankees . Quando gli Yankees vinsero le World Series del 1923, i giocatori ricevettero un orologio da tasca commemorativo. Gli Yankees diedero per la prima volta anelli ai loro giocatori dopo le World Series del 1927 . Gli anelli celebrativi sono diventati una tradizione annuale negli anni '30, in quanto ogni squadra vincente delle World Series ha dato gli anelli ai suoi giocatori dal 1932. Prima dell'avvento del primo anello del campionato delle World Series, i giocatori di baseball all'inizio del XX secolo spesso richiedevano altri oggetti al posto degli anelli, inclusi gemelli e fermacravatte . Prima delle World Series del 1922, ai giocatori della squadra vincitrice delle World Series venivano dati dei ricordi, come una spilla o un orologio da tasca . Frankie Crosetti e Tommy Henrich hanno richiesto i fucili agli Yankees dopo i campionati delle World Series. Secondo quanto riferito, Grover Cleveland Alexander ha impegnato il suo anello delle World Series del 1926.
Nelle leghe sportive professionistiche, come la NFL e la MLB, gli anelli vengono assegnati anche alla squadra che ha perso la partita di campionato (ad es. Super Bowl) o la serie (ad es. World Series), perché quella squadra è la vincitrice della loro conference (ad es., AFC o NFC in NFL) o campionato (AL o NL in MLB). Negli ultimi anni, è diventato comune per le scuole superiori americane e canadesi dare anelli di campionato a squadre che vincono il campionato statale o provinciale nel loro determinato sport, di solito il calcio.
Nelle serie di corse nordamericane come la NASCAR Sprint Cup o la IndyCar Series, vengono conferiti anelli anche per una vittoria del campionato, così come le vittorie nelle gare individuali più prestigiose del programma (come la Daytona 500, la Coca-Cola 600 o la Indy 500).
Nel college basket americano, gli anelli del campionato vengono assegnati alla squadra che vince il campionato di basket maschile della divisione I della NCAA . Gli anelli delle Final Four vengono assegnati alle altre tre squadre (non vincitrici) della Final Four.

## Valore e rivendita

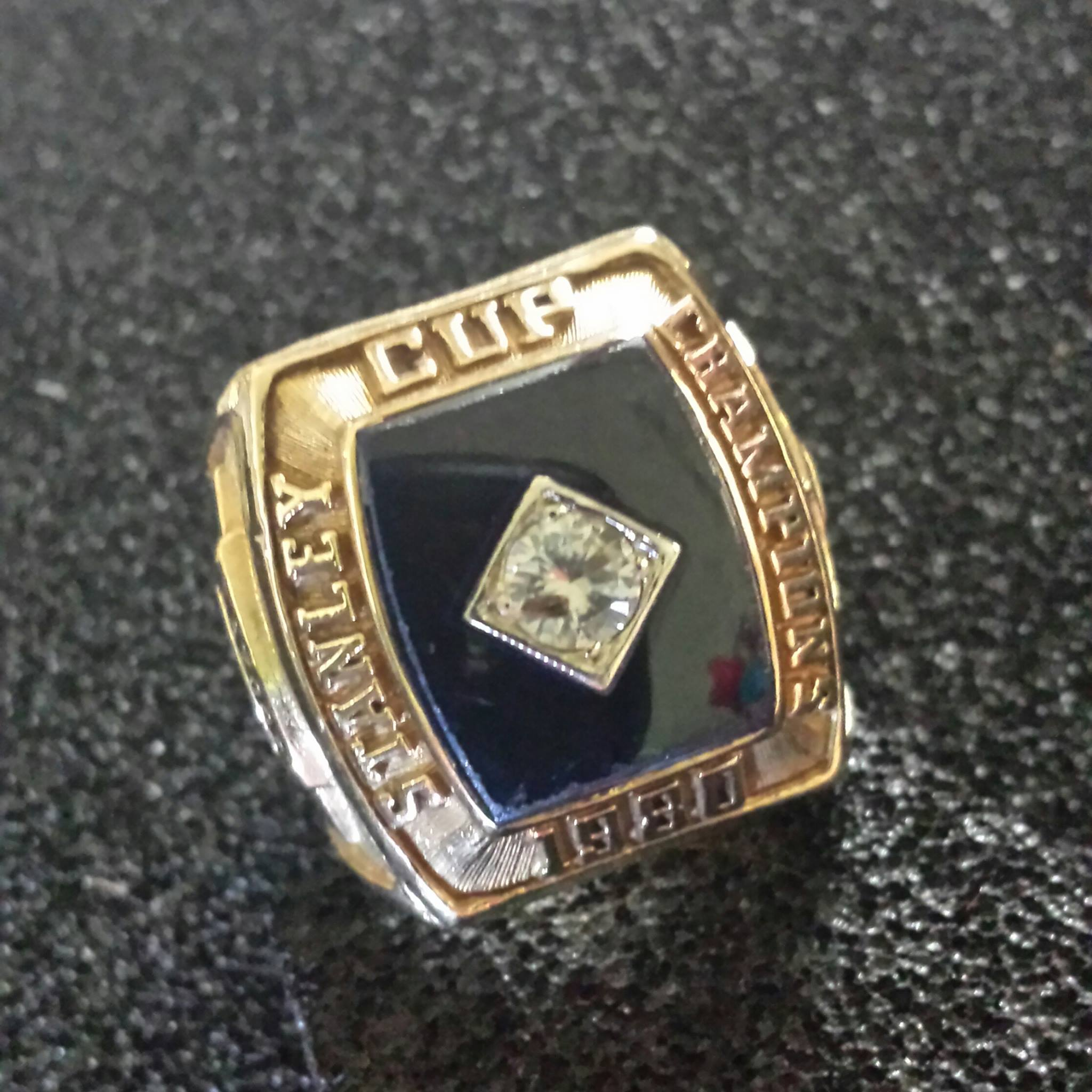
Un anello della Stanley Cup dei New York Islanders del 1980, con un diamante al centro. I design degli anelli del campionato sono diventati più intricati negli anni successivi.

I primi anelli da campionato per i principali sport professionistici erano relativamente semplici, con solo pochi diamanti o altre pietre preziose (nell'incastonatura o nella montatura). Tuttavia da allora sono diventati sempre più grandi e costosi con design più intricati, specialmente dagli anni '90 in poi, quindi un tipico anello da campionato ora contiene oltre un centinaio di diamanti (oltre alla montatura, i diamanti vengono posizionati sulla lunetta, sulle spalle e persino sul cerchio dell'anello) che varrebbe decine di migliaia di dollari. Ciò è anche dovuto alla crescita delle principali leghe sportive professionistiche nordamericane sia negli affari che nel pubblico, insieme all'aumento degli stipendi e delle sponsorizzazioni degli atleti, in contrasto con gli anni '70 e precedenti, dove gli atleti professionisti hanno svolto un altro lavoro in bassa stagione. Poiché alcuni campionati sportivi professionistici sono diventati più competitivi e le dinastie sono diminuite, vincere anche un solo titolo è "un motivo di orgoglio per la squadra, perché non sai mai se ne vincerai un altro. Potrebbe essere uno e solo”. Quindi, i campioni NBA 2016 Cleveland Cavaliers (che hanno rotto il digiuno della città della durata di 52 anni dalla vittoria di campionati sportivi professionistici) e i campioni NBA 2019 Toronto Raptors (che volevano mostrare che non era solo quello di Toronto, ma il primo campionato NBA del Canada) hanno commissionato alcuni degli anelli più grandi per commemorare i loro titoli.
Gli anelli da campionato autentici sono famosi cimeli/oggetti da collezione sportivi che possono valere decine di migliaia di dollari all'asta. Dave Meggett è noto per aver messo in vendita il suo anello su eBay . Due anelli del Super Bowl degli Steelers degli anni '70 sono stati venduti su eBay per oltre $ 32.000 ciascuno a metà del 2008. Il difensore dei Patriots Je'Rod Cherry ha ha messo all'asta il suo anello dal Super Bowl XXXVI nel novembre 2008 a favore di diversi enti di beneficenza che lavorano per aiutare i bambini in Africa e in Asia. Il tight end Shannon Sharpe, nel frattempo, ha regalato il suo primo anello del Super Bowl a suo fratello Sterling, la cui carriera è stata interrotta da un infortunio. Nel 2011, un anello del Super Bowl appartenente a Steve Wright, un guardalinee dei Green Bay Packers negli anni '60, è stato venduto all'asta per oltre 73.000 dollari . Tre anelli del Super Bowl appartenenti al grande Ray Guy degli ex Raiders sono stati venduti all'asta per oltre $ 96.000 . Nel 2012 il figlio di Lawrence Taylor ha venduto l'anello del Super Bowl di suo padre del 1990 per più di $ 250.000. 

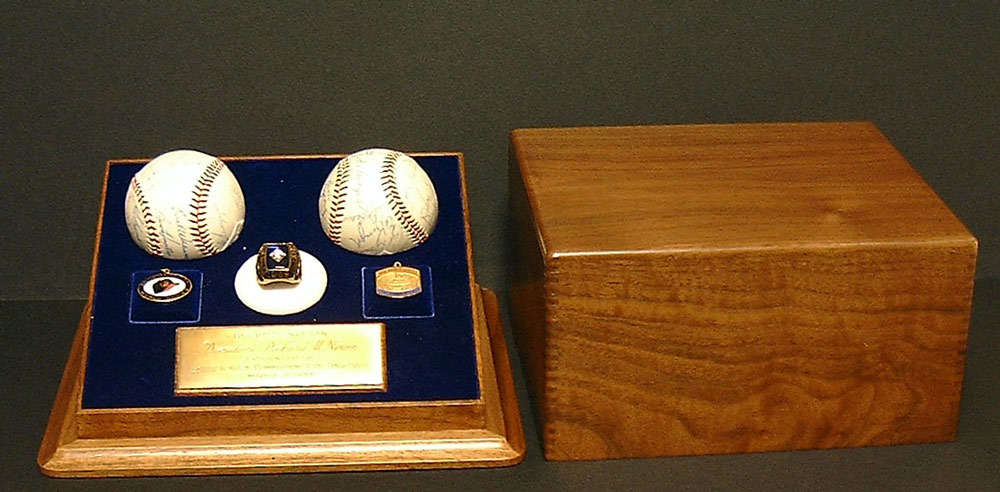
Un set del campionato delle World Series del 1969, incluso un anello delle World Series, regalato al presidente degli Stati Uniti Richard Nixon

Nel 2005, un piccolo incidente internazionale è stato causato quando è stato riferito che il presidente russo Vladimir Putin aveva accettato un anello del Super Bowl dal proprietario dei New England Patriots Robert Kraft. Kraft ha rapidamente rilasciato una dichiarazione in cui affermava di aver dato a Putin l'anello per "rispetto e ammirazione" che aveva per il popolo russo e la leadership di Putin. Kraft in seguito ha affermato che la sua precedente dichiarazione non era vera ed era stata rilasciata su pressione della Casa Bianca. L'anello è in mostra al Cremlino, insieme ad altri "regali".

## Al di fuori del Nord America
A differenza degli sport professionistici nordamericani, le medaglie dei vincitori (e dei secondi classificati) vengono assegnate negli sport di squadra olimpici e nei tornei di calcio dalle associazioni europee di club come la Premier League e la UEFA Champions League.
La National Rugby League (NRL) - la principale competizione australiana per le squadre di lega di rugby - conferisce anche anelli per i giocatori e l'allenatore delle squadre vincitrici della NRL Grand Final. Dopo la NRL Grand Final del 2004 che è stata vinta dai Bulldogs, uno dei loro giocatori, Johnathan Thurston ha regalato il suo anello di Premiership al compagno di squadra Steve Price che ha saltato la finale a causa di un infortunio. I Melbourne Storm sono stati spogliati delle loro premiership nel 2007 e 2009, ma i giocatori coinvolti in quei campionati sono stati comunque autorizzati a mantenere i loro anelli di premiership. Nel 2014 l'anello di premiership NRL valeva $ 8000 realizzato da Zed N Zed Jewellery.
Il vincitore dei campionati australiani di Supercross riceve anche un anello del campionato. Anche le squadre di football americano dei campionati e delle competizioni europee fanno produrre anelli da campionato, ma di solito sono realizzati con materiale più economico a causa del budget inferiore delle squadre.

## Eventi internazionali
Oltre alle medaglie comunemente offerte nelle competizioni internazionali, alcuni organi di governo sono noti per regalare ai loro campioni anelli commemorativi.
Nell'hockey su ghiaccio, le federazioni americana, canadese, ceca e russa hanno utilizzato questa pratica in una o più occasioni.